# Ligan (film)
Ligan är en amerikansk kriminalfilm från 1951 i regi av Bretaigne Windust och en okrediterad Raoul Walsh. Humphrey Bogart gör filmens huvudroll som en åklagare, fast besluten att knäcka ett brottssyndikat.

## Rollista
- Humphrey Bogart - Martin Ferguson
- Zero Mostel - Lazick
- Ted de Corsia - Rico
- Everett Sloane - Albert Mendoza
- Roy Roberts - Nelson
- Lawrence Tolan - James Malloy
- King Donovan - Sgt. Whitlow
- Bob Steele - Herman
- Adelaide Klein - Olga
- Don Beddoe - Thomas O'Hara
- John Kellogg - Vince
- Jack Lambert - Philadelphia Tom Zaca
- Susan Cabot - Nina Lombardo (ej krediterad)
- Greta Granstedt - Mrs. Lazich (ej krediterad)